# Az Agyament bíróság epizódjainak listája
Ez a cikk az Agyament bíróság című sorozat epizódjait tartalmazza.

## Évados áttekintés
| Évad | Évad | Epizódok | Eredeti sugárzás   | Eredeti sugárzás  | Eredeti adó       | Magyar sugárzás     | Magyar sugárzás   | Magyar adó |
| Évad | Évad | Epizódok | Évadpremier        | Évadfinálé        | Eredeti adó       | Évadpremier         | Évadfinálé        | Magyar adó |
| ---- | ---- | -------- | ------------------ | ----------------- | ----------------- | ------------------- | ----------------- | ---------- |
|      | 1    | 16       | 2023. január 17.   | 2023. május 9.    |                   | 2024. szeptember 7. | 2024. október 27. |            |
|      | 2    | 13       | 2023. december 23. | 2024. március 26. | 2024. november 2. | 2024. december 14.  |                   |            |
|      | 3    | 18       | 2024. november 19. | 2025. május 6.    |                   |                     |                   |            |

## 1. évad (2023)
| Sor. | Év. | Cím                                                                          | Rendező               | Író                                                                             | Premier                                | Nézettség   |
| ---- | --- | ---------------------------------------------------------------------------- | --------------------- | ------------------------------------------------------------------------------- | -------------------------------------- | ----------- |
| 1.   | 1.  | Első nap (Pilot)                                                             | Pamela Fryman         | Dan Rubin                                                                       | 2023. január 17. 2024. szeptember 7.   | 7,55 millió |
| 2.   | 2.  | Éjjeli baglyok (The Nighthawks)                                              | Pamela Fryman         | Dan Rubin                                                                       | 2023. január 17. 2024. szeptember 8.   | 6,94 millió |
| 3.   | 3.  | Csak egy kedd (Just Tuesday)                                                 | Anthony Rich          | Mathew Harawitz                                                                 | 2023. január 24. 2024. szeptember 14.  | 5,17 millió |
| 4.   | 4.  | Dan és a randizás (Dan v. Dating)                                            | Anthony Rich          | Lon Zimmet                                                                      | 2023. január 31. 2024. szeptember 15.  | 4,77 millió |
| 5.   | 5.  | A lakás (The Apartment)                                                      | Mark Cendrowski       | Leila Strachan                                                                  | 2023. február 7. 2024. szeptember 21.  | 4,22 millió |
| 6.   | 6.  | Igazság tesók (Justice Buddies)                                              | Anthony Rich          | Azie Dungey                                                                     | 2023. február 14. 2024. szeptember 22. | 3,78 millió |
| 7.   | 7.  | Metró tesók (Train Court)                                                    | Leonard R. Garner Jr. | Lon Zimmet és Julianne Turkel                                                   | 2023. február 21. 2024. szeptember 28. | 3,69 millió |
| 8.   | 8.  | Vérhold binga (Blood Moon Binga)                                             | Pamela Fryman         | Rebecca Delgado Smith és Jessica Elaina Eason                                   | 2023. február 28. 2024. szeptember 29. | 3,56 millió |
| 9.   | 9.  | Két borsó egy hüvelyben (Two Peas on a Pod)                                  | Kelly Park            | Mathew Harawitz és Lon Zimmet                                                   | 2023. március 7. 2024. október 5.      | 3,93 millió |
| 10.  | 10. | Maraton-ton-ton-ton-ton (Marathon-Thon-Thon-Thon-Thon)                       | Joanna Kerns          | Történet: Shawn Parikh Tévéjáték: Jessica Elaina Eason és Rebecca Delgado Smith | 2023. március 14. 2024. október 6.     | 3,55 millió |
| 11.  | 11. | Kész vagy nem kész (Ready or Knot)                                           | Robbie Countryman     | Shawn Parikh                                                                    | 2023. március 28. 2024. október 12.    | 3,39 millió |
| 12.  | 12. | Manhattan Klub (DA Club)                                                     | Lynda Tarryk          | Bennett Webber                                                                  | 2023. április 4. 2024. október 13.     | 3,29 millió |
| 13.  | 13. | A befektetés (Past Apps)                                                     | Betsy Thomas          | Josh Corey és Brian Kratz                                                       | 2023. április 11. 2024. október 19.    | 2,77 millió |
| 14.  | 14. | Amikor Abby találkozik Gabbyvel (When Abby Met Gabby)                        | Joanna Kerns          | Azie Dungey és Stacy Adelman                                                    | 2023. április 25. 2024. október 20.    | 2,86 millió |
| 15.  | 15. | A tiszteletreméltó Dan Fielding 1. rész (The Honorable Dan Fielding, Part 1) | Pamela Fryman         | Leila Strachan és Marc Carusiello                                               | 2023. május 2. 2024. október 26.       | 3,02 millió |
| 16.  | 16. | A tiszteletreméltó Dan Fielding 2. rész (The Honorable Dan Fielding, Part 2) | Joanna Kerns          | Caroline Fox és Bennett Webber                                                  | 2023. május 9. 2024. október 27.       | 2,42 millió |

## 2. évad (2023-2024)
| Sor. | Év. | Cím                                                       | Rendező       | Író                                                                    | Premier                               | Nézettség   |
| ---- | --- | --------------------------------------------------------- | ------------- | ---------------------------------------------------------------------- | ------------------------------------- | ----------- |
| 17.  | 1.  | Karácsonyi különkiadás (A Night Court Before Christmas)   | Anthony Rich  | Bennett Webber                                                         | 2023. december 23. 2024. december 14. | 2,58 millió |
| 18.  | 2.  | Roz affér (The Roz Affair)                                | Pamela Fryman | Dan Rubin                                                              | 2024. január 2. 2024. november 2.     | 3,77 millió |
| 19.  | 3.  | Megszorítások (Form Fetish)                               | Anthony Rich  | Mathew Harawitz                                                        | 2024. január 9. 2024. november 3.     | 3,38 millió |
| 20.  | 4.  | Kibertámadás (Just the Fax, Dan)                          | Pamela Fryman | Lon Zimmet                                                             | 2024. január 16. 2024. november 9.    | 3,43 millió |
| 21.  | 5.  | Tartsd meg az uborkát (Hold the Pickles, Keep the Change) | Pamela Fryman | Chuck Tatham                                                           | 2024. január 23. 2024. november 10.   | 2,95 millió |
| 22.  | 6.  | A Comic-Con (Wrath of Comic-Con)                          | Anthony Rich  | Leila Strachan                                                         | 2024. január 30. 2024. november 16.   | 3,02 millió |
| 23.  | 7.  | A divat bűne (A Crime of Fashion)                         | Lynda Tarryk  | Lindsey Shockley                                                       | 2024. február 6. 2024. november 17.   | 3,31 millió |
| 24.  | 8.  | Broadway Danny Gurgs (Broadway Danny Gurgs)               | Ren Bell      | Julie Mandel-Folly                                                     | 2024. február 13. 2024. november 23.  | 2,91 millió |
| 25.  | 9.  | Tanult, de zavart (Taught and Bothered)                   | Ren Bell      | Shawn Parikh                                                           | 2024. február 20. 2024. november 24.  | 2,51 millió |
| 26.  | 10. | Flottahét (Chips Ahoy)                                    | Phill Lewis   | Jessica Elaina Eason és Rebecca Delgado Smith                          | 2024. március 5. 2024. november 30.   | 2,88 millió |
| 27.  | 11. | A Wheelerek szerencséje (Wheelers of Fortune)             | Phill Lewis   | Kim Tran                                                               | 2024. március 12. 2024. december 1.   | 3,05 millió |
| 28.  | 12. | Hazárd megye lordjai (The Duke's a Hazard)                | Kelly Park    | Történet: Julianne Turkel Tévéjáték: Lauren Halberg és Alex Sobotowski | 2024. március 19. 2024. december 7.   | 2,81 millió |
| 29.  | 13. | Dan a legjobb (The Best Dan)                              | Lynda Tarryk  | Caroline Fox                                                           | 2024. március 26. 2024. december 8.   | 2,81 millió |

## 3. évad (2024-2025)
| Sor. | Év. | Cím                                 | Rendező            | Író                                                                      | Premier            | Nézettség   |
| ---- | --- | ----------------------------------- | ------------------ | ------------------------------------------------------------------------ | ------------------ | ----------- |
| 30.  | 1.  | The Judge's Boyfriend's Dad         | Phill Lewis        | Dan Rubin                                                                | 2024. november 19. | 2,52 millió |
| 31.  | 2.  | The Judge's Boyfriend's Dad, Part 2 | Phill Lewis        | Lindsey Shockley                                                         | 2024. november 26. | 2,39 millió |
| 32.  | 3.  | The Hole Truth                      | Anthony Rich       | Lon Zimmet                                                               | 2024. december 3.  | 2,27 millió |
| 33.  | 4.  | Feliz NaviDead                      | Phill Lewis        | Mathew Harawitz                                                          | 2024. december 17. | 2,07 millió |
| 34.  | 5.  | Mayim Worst Enemy                   | Jody Margolin Hahn | Laura Gutin Peterson                                                     | 2025. január 14.   | 2,16 millió |
| 35.  | 6.  | The Jakeout                         | Anthony Rich       | Caroline Fox                                                             | 2025. január 21.   | 1,96 millió |
| 36.  | 7.  | Rebound and Down                    | Linda Mendoza      | Jessica Elaina Eason és Rebecca Delgado Smith                            | 2025. január 28.   | 1,72 millió |
| 37.  | 8.  | Age Against the Machine             | Nikki Lorre        | Bennett Webber                                                           | 2025. február 4.   | 1,78 millió |
| 38.  | 9.  | AB-ventures in Babysitting          | Anthony Rich       | Lon Zimmet                                                               | 2025. február 11.  | 2,07 millió |
| 39.  | 10. | Pension Tension                     | Gail Lerner        | Shawn Parikh                                                             | 2025. február 18.  | 1,88 millió |
| 40.  | 11. | Abracadabra Alaka-Dan               | Roger Christiansen | Julianne Turkel                                                          | 2025. február 25.  | 1,81 millió |
| 41.  | 12. | A Little Night Court Music          | Ren Bell           | Julie Mandel-Folly és Bennett Webber                                     | 2025. március 11.  | 1,71 millió |
| 42.  | 13. | A Few Good Hens                     | Jody Margolin Hahn | Lenny Len és Etan Manasse-Piha                                           | 2025. március 25.  | 1,95 millió |
| 43.  | 14. | Hot to Trot                         | Ren Bell           | Történet: Alex Sobotowski Tévéjáték: Beau Batchelor és Sophia Crisafulli | 2025. április 1.   | 1,66 millió |
| 44.  | 15. | Passing the Bar                     | Lynda Tarryk       | Jessica Elaina Eason, Rebecca Delgado Smith és Lindsey Shockley          | 2025. április 22.  | 1,56 millió |
| 45.  | 16. | Blood Moonstruck                    | Ren Bell           | Lon Zimmet és Shawn Parikh                                               | 2025. április 29.  | 1,74 millió |
| 46.  | 17. | Funnest Judge in the City           | Nikki Lorre        | Mathew Harawitz és Laura Gutin Peterson                                  | 2025. május 6.     | 1,90 millió |
| 47.  | 18. | A Decent Proposal                   | Phill Lewis        | Dan Rubin és Caroline Fox                                                | 2025. május 6.     | 1,63 millió |